# Bemessungsspannung
Der Begriff Bemessungsspannung wird seit 1981 in der elektrischen Energietechnik entsprechend DIN 40200 verwendet, um eine Unterscheidung zur Nennspannung zu ermöglichen, dies in den Normen besser zu verdeutlichen und die Begriffe einheitlich anzuwenden. Zuvor wurde der Begriff Nennspannung im Allgemeinen mehrdeutig verwendet. Er entstand als abgestimmte Übersetzung des englischen Begriffs rated value / rated voltage des IEC, da hierfür im Deutschen kein passendes Wort vorhanden war. Er gleicht damit die Begriffe auch der DIN 55350-12 an, die umfassender auch nichtelektrische Werte beschreibt.

## Definition und Abgrenzung
Die Bemessungsspannung ist definiert als

„Ein für eine gegebene Betriebsbedingung geltender Wert einer Größe, der im allgemeinen vom Hersteller für ein Element, eine Gruppe oder eine Einrichtung festgelegt wird.“

Daher wird diese Bezeichnung in den meisten Fällen für die Kennzeichnung von elektrischen Betriebsmitteln verwendet. Die Bezeichnung ermöglicht weiterhin, verschiedene Bemessungswerte in Beziehung zu setzen und Bemessungsdaten = „Zusammenstellung von Bemessungswerten und Betriebsbedingungen“ festzulegen bzw. zu ermitteln wie zum Beispiel: Bemessungsleistung oder Bemessungsstrom bei Bemessungsspannung (und Bemessungsfrequenz). 
Nenn- und Bemessungswert können dem Wert nach gleich sein, eine Bemessungsspannung ist in den meisten Fällen aber gleich oder größer als die Nennspannung. Während die Nennspannung eine verallgemeinerte Bezeichnung (einen Identifikator) darstellt, beschreibt die Bemessungsspannung die grundlegenden Konstruktionsdaten der Betriebsmittel. 
Diese individuelle Festlegung der Bemessungsspannung kann je nach Fachbereich der Elektrotechnik recht unterschiedlich erfolgen. So ist z. B. im Bereich Schaltgeräte die Bemessungsspannung definiert als „der Effektivwert der größten Außenleiterspannung, der der höchsten Netzspannung entspricht, für die ein Betriebsmittel bemessen ist. Sie gibt den Höchstwert der ‘höchsten Netzspannung’ eines Netzes an, bei der das Betriebsmittel betrieben werden darf.“ wohingegen im Bereich elektrischer Maschinen sie spezifischer definiert ist als „Größe, die einer Maschine grundsätzlich vom Hersteller für eine bestimmte Betriebsbedingung zugeordnet wird.“. Letztere unterscheidet sich auch noch in Abhängigkeit von der Maschinenart und bei Wechselstrommotoren ist die obere Spannungsgrenze (die ‘höchste Netzspannung’) als ein frequenzabhängiges Vielfaches der Bemessungsspannung festgelegt.
Die Bemessungsspannung wurde daher in früheren Zeiten oft „Obere Nennspannung“ genannt, um damit bei den meisten Betriebsmitteln die zulässige, höchste Spannung aufzuzeigen oder unterschiedliche Nennspannungen von Netzen unabhängig von der „Nennspannung des Betriebsmittels“ abzudecken. Alternativ werden eben Spannungstoleranzen vom Hersteller als Bemessungstoleranzen in Abhängigkeit von der Bemessungsspannung und unabhängig von der Nennspannung definiert, die dann im jeweilig oberen und unteren Grenzwert = „Der in einer Festlegung enthaltene größte oder kleinste zulässige Wert einer Größe.“ resultieren. Die Festlegung der Bemessungsspannung in Abhängigkeit von der Nennspannung von Netzen haben daher oft historische Gründe und / oder ermöglichen den Einsatz von Betriebsmitteln bei verschiedenen, sich unterscheidenden Nennspannungen von Netzen beispielsweise in verschiedenen Ländern (z. B. 220 V, 230 V, 240 V).

## Beispiele

### Beispiel 1
- Die Nennspannung eines elektrischen Netzes ist 10 kV, was eine Bezeichnung dieses Netzes darstellt.
- Die Bemessungsspannung von eingesetzten Betriebsmitteln innerhalb des Verteilnetzes wie z. B. Transformatoren, Leistungsschalter und Isolatoren ist im Allgemeinen 12 kV, was 20 % oberhalb der Nennspannung des Netzes liegt und was maßgeblich aus der eingesetzten Isolation oder dem Schaltvermögen resultiert.
- Die Bemessungsspannung von spezifischen Verbrauchern wie z. B. direkt gekoppelten Hochspannungsmaschinen ist hier im Allgemeinen 10 kV, was eher an die Nennspannung des Netzes angelehnt ist. Die definierte Bemessungsspannung ist hier maßgeblich für die angegebene Bemessungsleistung, den Bemessungsstrom, den Bemessungswirkungsgrad und letztendlich die sich einstellende Temperatur der Wicklung am Bemessungspunkt. Die obere Spannungsgrenze ist bei dieser Maschinenart die Bemessungsspannung + 5 %, wobei die positive Toleranz bei kleineren Frequenzen als der Bemessungsfrequenz auf kleinere Werte (bis auf nur 3 % bei -2 % Frequenztoleranz) abgesenkt wird.[5]

### Beispiel 2
- Die Nennspannung eines elektrischen Netzes ist 230 V, was die einphasige Strangspannung des zugrundeliegenden 400 V Drehstromnetzes ist und eigentlich einer Spannung von 231 V entspricht.
- Die Bemessungsspannung der eingesetzten Leitungen beträgt im Allgemeinen 300 V (z. B. H03...).
- Die Bemessungsspannung der eingesetzten Schaltelemente beträgt im Allgemeinen 250 V.
- Die Bemessungsspannung von eingesetzten Funk-Entstörkondensatoren beträgt im Allgemeinen 250 V oder 300 V.